# Psylliodes guatemalensis
Psylliodes guatemalensis är en skalbaggsart som beskrevs av Martin Jacoby 1885. Psylliodes guatemalensis ingår i släktet Psylliodes och familjen bladbaggar. Inga underarter finns listade i Catalogue of Life.